# 滋根
滋根是個非政府组织的服务社团。其宗旨为促进农村教育, 以人为中心来实现可持续发展
。

## 工作
滋根成立于1988年, 在美国以501(C)-3註冊為非营利组织，支援中国乡村教育与发展
。
滋根是 UNESCO (联合国教科文组织) 在中国可持续发展教育（ESD)

的六个合作组织之一
。

## 姊妹组织
滋根是個全球性的服务团体, 有以下相关但独立的姊妹组织。
- 中国滋根乡村教育与发展促进会（英語：China Zigen Association for Rural Education and Development）, 于1996年在中国政府註冊為非营利组织[6]。

- 中華滋根協會, 成立于1992年, 臺灣[7]。

- 香港滋根基金, 成立于2007年, 香港[8]。

## 外部連結
- 官方网站